# Upper Liard
Upper Liard est une localité du Yukon au Canada, située au mille 642 (km 1 033) de la route de l'Alaska et dont la population est de 132 habitants lors du recensement de 2016. Cette localité et sa voisine, Watson Lake, constituent les sièges de la Première Nation de Liard, membres du conseil du peuple Kaska. Elle est située à 610 m d'altitude.

## Démographie
| 2001 | 2006 | 2011 | 2016 |
| ---- | ---- | ---- | ---- |
| 159  | 178  | 132  | 125  |